# Адидовце
Адидовце (слч. Adidovce) насељено је мјесто са административним статусом сеоске општине (слч. obec) у округу Хумење, у Прешовском крају, Словачка Република.

## Становништво
| Година:    | 1994. | 2004.   | 2014.   | 2024.    |
| ---------- | ----- | ------- | ------- | -------- |
| Број људи: | 229   | 221     | 211     | 234      |
| Разлика:   |       | -3,49 % | -4,52 % | +10,90 % |

| Година:    | 2023. | 2024.   |
| ---------- | ----- | ------- |
| Број људи: | 228   | 234     |
| Разлика:   |       | +2,63 % |

Према подацима о броју становника из 2024. године насеље је имало 234 становника.